# Île de Gennes
Pour les articles homonymes, voir Gennes.
L’île de Gennes  est une île fluviale située dans le cours de la Loire, à Gennes-Val-de-Loire en Maine-et-Loire et dans la région Pays de la Loire en France.

## Accès
L’île de Gennes est reliée aux rives de la Loire par 2 ponts :
- Pont des Rosiers-sur-Loire - Les Rosiers-sur-Loire - Île de Gennes (D59)
- Pont de Gennes - Île de Gennes - Gennes (D59)